# بانشو سيغورا
بانشو سيغورا (بالإسبانية: Pancho Segura)‏‏ (20 يونيو 1921 مواليد غواياكيل في الإكوادور - 19 نوفمبر 2017)، هو لاعب كرة مضرب أمريكي. سبق أن كان المصنف الأول عالمياً. استمرت مسيرته خلال فترة الأربعينات والخمسينات الميلادية كهاو ومحترف. هو اللاعب الوحيد الذي فاز ببطولة الولايات المتحدة للمحترفين على ثلاثة أسطح مختلفة (وهو ما فعله على التوالي من 1950 إلى 1952).

## روابط خارجية
- بانشو سيغورا على موقع رابطة محترفي التنس (الإنجليزية)
- بانشو سيغورا على موقع الاتحاد الدولي لكرة المضرب (الإنجليزية)
- بانشو سيغورا على موقع قاعة مشاهير كرة المضرب الدولية (الإنجليزية)
- بانشو سيغورا على موقع خلاصة التنس.كوم (الإنجليزية)
- بانشو سيغورا على موقع قاعة فلوريدا للمشاهير الرياضية (الإنجليزية)